# Павловская, Валентина Константиновна
Валентина Константиновна Павловская (настоящая фамилия - Орлова) (28 января 1884 - 10 апреля 1946) — советская исполнительница вокала (лирико-драматическое сопрано и оперетта). Заслуженный деятель искусств РСФСР (1939). Солистка Ленинградского театра оперы и балета (1924-1946).

## Биография
Валентина Константиновна родилась 28 января 1884 года в городе Пишборте в Польше. Вокалу обучалась у А. Берга в Милане. С 1910 по 1915 годы проходила обучение в Петербургской консерватории, в классе С. Гладкой, по окончании которой стала работать в оперной труппе А. Шереметева.
С 1918 по 1924 годы выступала в опере и оперетте в различных городах страны - в Севастополе, Ростове-на Дону, Харькове. Также работала в Москве в "Свободной опере С. Зимина". С 1924 по 1946 годы являлась солисткой Государственного Ленинградского театра оперы и балета имени С. М. Кирова.
Неоднократно, с 1925 по 1930 годы, с гастролями выступала на сцене Московского Большого театра, Московского театра оперетты,  Свердловского театра оперы и балета. Павловская обладала сильным голосом, в котором наблюдалась мягкость имеющая "металлический" оттенок. Её исполнение партий отмечалось тщательной отделкой и яркой драматической актерской игрой.
Валентина Константиновна работала под дирижёрским управлением А. Гаука, В. Сука, В. Дранишникова. Её вокальное исполнение было записано на грампластинки.
В 1939 году Валентине Константиновне было присвоено почётное звание "Заслуженный деятель искусств РСФСР".
Умерла в Ленинграде 10 апреля 1946 года. 

## Роли и исполнение
- Грета - "Дальний звон",
- Джангыз - "Черный яр",
- Моны Фиордализы - "Мона Лиза",
- Саломея - "Саломея",
- Фата Морганы - "Любовь к трем апельсинам",
- Мари - "Воццек",
- Ярославна - "Князь Игорь",
- Юдифь - "Юдифь" А. Серова,
- Лиза - "Пиковая дама",
- Мария - "Мазепа" П. Чайковского,
- Брунгильда - "Валькирия".